# Ганеш-Гімал
Ганеш-Гімал (неп. गणेश हिमाल) — гірський масив в Гімалаях, розташований на кордоні Непалу з Китаєм (Тибетський автономний район), приблизно 70 км на півн.-захід від Катманду. До складу масиву входять 4 вершини висотою понад 7000 м і 14, що перевищують 6000 м.

## Гори-семитисячники масиву Ганеш-Гімал
| Вершина               | Висота, м | Координати                                                           |
| --------------------- | --------- | -------------------------------------------------------------------- |
| Янгра (Ганеш I)       | 7422      | 28°23′30″ пн. ш. 85°7′38″ сх. д. / 28.39167° пн. ш. 85.12722° сх. д. |
| Ганеш II              | 7118      | 28°22′45″ пн. ш. 85°3′24″ сх. д. / 28.37917° пн. ш. 85.05667° сх. д. |
| Пабіл (Ганеш IV)      | 7104      | 28°20′45″ пн. ш. 85°4′48″ сх. д. / 28.34583° пн. ш. 85.08000° сх. д. |
| Саласунго (Ганеш III) | 7043      | 28°20′6″ пн. ш. 85°7′18″ сх. д. / 28.33500° пн. ш. 85.12167° сх. д.  |

## Ресурси Інтернету
- Himalayan Index [Архівовано 17 липня 2017 у Wayback Machine.]
- DEM files for the Himalaya [Архівовано 10 грудня 2009 у Wayback Machine.] (Corrected versions of SRTM data)
- Pictures of ganesh himal [Архівовано 2 червня 2017 у Wayback Machine.]

## Виноски
1. ↑  H. Adams Carter (1985). Classification of the Himalaya (PDF). American Alpine Journal. American Alpine Club. 27 (59). Архів оригіналу (PDF) за 13 серпня 2011. Процитовано 18 червня 2014.

| Непал | Це незавершена стаття з географії Непалу. Ви можете допомогти проєкту, виправивши або дописавши її. |

| Китай | Це незавершена стаття з географії КНР. Ви можете допомогти проєкту, виправивши або дописавши її. |